# Pontus Söderman
Pontus Erik Söderman, även känd som Charlie South, född 24 augusti 1997 i Skärholmens församling, Stockholms län, är en svensk låtskrivare och musikproducent.

## Diskografi

### EP
- 2022 – Learned to Swim (TGR Music Group).
- 2023 – Walking up is the hardest part (TGR Music Group).

## Låtar
- 2023 – Saltvatten (tillsammans med Dao och Christoffer Balazik).

### Melodifestivalen
- 2023 – Haunted (tillsammans med Albin Johnsén, Mattias Andréasson och Tilde RONIA Wrigsell).
- 2025 – Show Me What Love Is (tillsammans med Erik Segerstedt och Mattias Andréasson).